# Trạm thu phát sóng di động

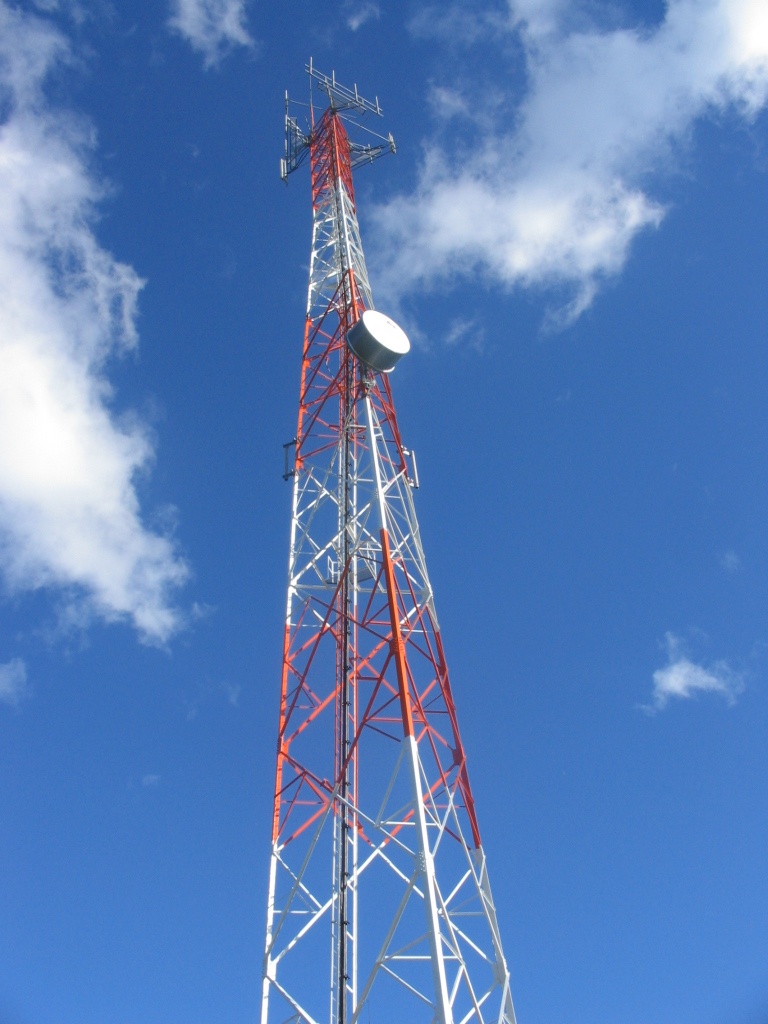
Một tháp ăng-ten thu phát sóng di động

BTS, viết tắt từ tiếng Anh Base Transceiver Station, là trạm thu phát sóng di động, được dùng trong truyền thông về các thiết bị di động trong các mạng viễn thông bởi các nhà cung cấp dịch vụ (ISP). Thông thường, BTS được đặt tại 1 vị trí nhất định theo quy hoạch của các ISP (dựa theo mạng tổ ong), nhằm tạo ra hiệu quả thu phát sóng cao nhất với vùng phủ sóng rộng và ít có các điểm, vùng nằm giữa các BTS mà không được phủ sóng.

## Cấu tạo
- Một trạm thu phát (TRX) nhằm xử lý việc truyền và nhận tín hiệu, gửi và nhận các tín hiệu từ các phần tử mạng cao hơn;
- Một bộ tổ hợp sẽ kết hợp nguồn cấp dữ liệu từ một số trạm thu phát để được gửi đi thông qua một ăng-ten duy nhất do đó làm giảm số lượng ăng-ten cần cài đặt;
- Một bộ khuếch đại công suất giúp khuếch đại tín hiệu từ trạm thu phát để truyền thông tin qua ăng-ten;
- Một bộ song công được sử dụng để tách việc gửi và nhận tín hiệu từ các ăng-ten hoặc từ một ăng-ten là một phần bên ngoài của BTS